# Gastone Moschin
Gastone Domenico Moschin (San Giovanni Lupatoto, 8 giugno 1929 – Terni, 4 settembre 2017) è stato un attore italiano.

## Biografia
Figlio di Giuseppe e di Amalia Baschera, all'età di sette anni lasciò la provincia di Verona per Milano, dove il padre s'era trasferito per lavoro. I Moschin rientrarono a San Giovanni Lupatoto durante la guerra, per poi tornare a Milano, dove Gastone si sarebbe diplomato geometra e avrebbe iniziato a lavorare in banca. La passione per il teatro lo spinse però a Roma, per frequentare l'Accademia d'arte drammatica, dove si diplomò nel 1955.
Nel 1960 sposò la collega Marzia Ubaldi, da cui nel 1963 ebbe l'unica figlia, Emanuela, a sua volta attrice per un periodo; dalla Ubaldi si separò quando la bambina aveva 7 anni e negli anni settanta si sposò con Christiane Lhuillier, giovane donna francese.
Alla fine degli anni '80 ci fu il riavvicinamento con l'ex-moglie, quando per iniziativa della figlia, neo-diplomata all'Accademia, recitarono insieme alcune stagioni, tutti e tre. Fino al 1993, quando portarono in scena Tredici a tavola di Marc-Gilbert Sauvajon: in quella tournée lui fu colpito da un infarto e venne sostituito da Gianfranco D'Angelo.
Dal 1990 Moschin s'era trasferito a Capitone, vicino a Narni, dove la moglie Christiane Lhuillier, medico omeopata, aveva avviato anche un maneggio di cavalli, divenuto il primo centro di ippoterapia dell'Umbria. Nel 2003 lui, la figlia e l'ex-moglie fondarono a Terni la scuola di recitazione "MUMOS" (il nome Mumos deriva dalle iniziali di Marzia Ubaldi Moschin), della quale furono docenti tutti e tre. Un'esperienza che durò un decennio, fino alla primavera 2013.
Ha tra l'altro interpretato il fotoromanzo Il re si diverte (Rigoletto), con Flora Lillo e Gianni Di Benedetto (I romanzi di Sogno n. 225, 1 aprile 1966).
Gastone Moschin è morto all'età di 88 anni il 4 settembre 2017 all'ospedale Santa Maria di Terni, dove era ricoverato dal 30 agosto, ed era da tempo sotto osservazione per una grave cardiopatia cronica. Dopo due giorni è stato celebrato il funerale nel santuario della Madonna del Ponte a Narni scalo, ed è stato cremato a Viterbo.

### Il teatro
Nel 1955, appena diplomatosi all'Accademia, intraprese la carriera teatrale debuttando in Ivanov di Čechov, diretto da Mario Ferrero per la compagnia del Teatro Stabile di Genova, della quale entrò a far parte, rimanendovi fino al 1958, quando passò al Piccolo Teatro di Milano. Vi restò alcuni anni, partecipando ad alcuni degli spettacoli epocali diretti da Giorgio Strehler.
Ha poi collaborato con il Teatro Stabile di Torino (Zio Vanja di Čechov, 1977; I giganti della montagna di Pirandello, 1979). Nel 1968 ha interpretato il ruolo di Lopachin ne Il giardino dei ciliegi di Čechov, di nuovo sotto la direzione di Mario Ferrero.
All'inizio degli anni ottanta diede vita a una propria compagnia come capocomico, la "compagnia Teatro d'Arte", interpretando spettacoli prodotti da impresari quali Mario Chiocchio e Massimo Chiesa.
Pur avendo fatto oltre cento film, e preso parte a decine di produzioni televisive, non ha mai abbandonato il palcoscenico: è stato attivo in teatro per quasi quarant'anni, e ha lavorato con i maggiori registi italiani del Novecento, da Squarzina a Strehler, da Missiroli a Calenda, a fianco di generazioni di grandi attori e attrici, spaziando in tutti i generi, dalla commedia alla tragedia, dai classici ai contemporanei.
A riprova del suo profondo amore per il palcoscenico un episodio di inizio 1991, qualche settimana prima dell'uscita italiana di Il padrino - Parte III: intervistato da un giornalista durante le repliche del Gabbiano, confidò che il regista Francis Ford Coppola gli aveva chiesto di recitare anche nel nuovo film della saga, ma di aver declinato la proposta per non fermare la compagnia teatrale: « Coppola mi aveva cercato, ma ero in tournée: non si può rinunciare a sei mesi di teatro per dieci pose in un film, a parte il piacere di lavorare insieme a un uomo come lui. »
Costretto a ritirarsi dalla scene teatrali nel 1993 per ragioni di salute, girò qualche film e serie TV ambientate in Umbria, firmando l'ultima fatica teatrale nel 2006, quando – per il gruppo amatoriale “Orion Theatre” di Terni, con cui collaborava da qualche anno – curò la messa in scena di Piccola Città di Thornton Wilder, spettacolo poi inserito dal Teatro Stabile dell'Umbria nella stagione di prosa 2006-2007 dei teatri di Narni (TR) e Todi (PG).

### Il cinema
Attore poliedrico e capace, incomincia la sua attività cinematografica nel 1955, con La rivale di Anton Giulio Majano. A partire da quello stesso periodo è stato attivo, seppur in maniera saltuaria, anche come doppiatore: per il cinema ha prestato la propria voce a Livio Lorenzon in Il vedovo di Dino Risi e ne La grande guerra di Mario Monicelli, ed infine a Morando Morandini in Prima della rivoluzione di Bernardo Bertolucci.

#### La commedia all'italiana

Moschin (accosciato, a sinistra) con il resto del cast di Io non vedo, tu non parli, lui non sente (1971)

Nel 1959 esordisce nella commedia all'italiana con Audace colpo dei soliti ignoti di Nanni Loy, ma il ruolo che lo farà emergere sarà quello del fascista codardo Carmine Passante nel film Gli anni ruggenti (1962) di Luigi Zampa. Di lì in avanti Moschin si dimostrerà una presenza assidua nelle commedie dell'Italia alternando ruoli da protagonista a ruoli da spalla di lusso.
Nel 1963 è un quarantenne deluso in La rimpatriata di Damiano Damiani e un camionista innamorato in La visita di Antonio Pietrangeli, nel 1965 centra un grande successo commerciale e personale con il ruolo di Adolf nella commedia d'azione di Marco Vicario 7 uomini d'oro, film di culto che generò un sequel diretto dallo stesso regista (Il grande colpo dei 7 uomini d'oro) e un paio di imitazioni/variazioni (Sette volte sette, Stanza 17-17 palazzo delle tasse, ufficio imposte) sotto la direzione di Michele Lupo, e sempre con Moschin protagonista.
Il 1966 è l'anno di due importanti interpretazioni nell'autobiografico Le stagioni del nostro amore di Florestano Vancini e nel memorabile Signore & signori di Pietro Germi, che gli regala un Nastro d'argento come miglior attore non protagonista. Vengono poi nel 1968 l'avvocato guascone di Italian Secret Service di Luigi Comencini e quello onnipotente e cinico del grottesco Sissignore di Ugo Tognazzi, così come del resto l'anno successivo il banchiere di Dove vai tutta nuda? di Pasquale Festa Campanile.

#### Cinema di genere, daUgo PiazzaalMarsigliese
La poliedricità di Moschin si esprime anche nella capacità di passare da un genere all'altro senza mai fossilizzarsi in una sola tipologia di ruoli o di film. Nel 1969 Moschin esordisce nello spaghetti western con il commercialmente sfortunato Gli specialisti dello specialista del genere, Sergio Corbucci. Nel 1970 - stesso anno della sua partecipazione a Il conformista di Bernardo Bertolucci - interpreta un raro esempio di film fantasy italiano, L'inafferrabile invincibile Mr. Invisibile di Antonio Margheriti, e nello stesso anno affianca Monica Vitti in Ninì Tirabusciò, la donna che inventò la mossa. Nel 1971 è un laido monsignore in Roma bene di Carlo Lizzani.

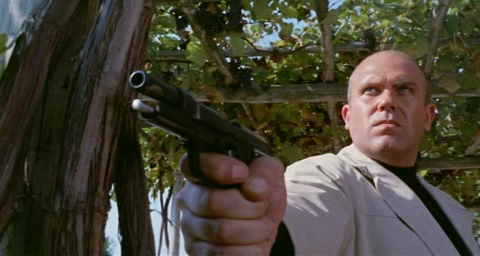
Moschin nel ruolo di Ugo Piazza in Milano calibro 9 (1972)

Nel 1972 è l'ambiguo Ugo Piazza del celebre noir Milano calibro 9 di Fernando Di Leo, con al fianco Barbara Bouchet e Mario Adorf, uno dei film capostipiti del genere poliziottesco. Lo stesso anno sostituisce Fernandel in Don Camillo e i giovani d'oggi di Mario Camerini. Sempre nel 1972 prese parte al film La violenza: quinto potere di Florestano Vancini, insieme a Enrico Maria Salerno, Ciccio Ingrassia e Mariangela Melato. Nel 1973 è un convincente Filippo Turati ne Il delitto Matteotti, ancora di Vancini, mentre nel 1974 viene chiamato da Francis Ford Coppola per il ruolo del bieco don Fanucci ne Il padrino - Parte II e interpreta inoltre il crudele bandito detto Il Marsigliese nel poliziesco Squadra volante di Stelvio Massi, con Tomas Milian e Mario Carotenuto.

#### Ancora la commedia: la trilogia diAmici miei

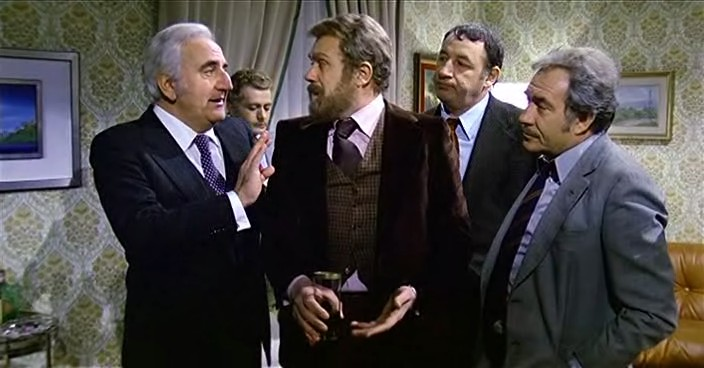
Moschin, terzo da sinistra, nel ruolo del Melandri in Amici miei (1975)

È però un ruolo comico e brillante quello a cui Moschin deve la popolarità maggiore: quello dell'architetto Rambaldo Melandri, scapolo ed inguaribilmente romantico ma che purtroppo non riesce mai a trovare la compagna giusta, protagonista dei film della trilogia Amici miei, insieme al conte Mascetti (Ugo Tognazzi), al giornalista Perozzi (Philippe Noiret), al chirurgo Sassaroli (Adolfo Celi) ed al barista Necchi (Duilio Del Prete nel primo film, Renzo Montagnani negli altri due). Il primo film, diretto da Mario Monicelli, esce nel 1975 e si classifica al primo posto negli incassi della stagione.
Il secondo film esce nel 1982 e si rivela il terzo incasso stagionale e il film italiano più visto dell'anno. Il terzo film, diretto da Nanni Loy con lo stesso cast del secondo, esce nel Natale del 1985, e pur avendo un successo inferiore, regala a Moschin un secondo Nastro d'Argento. Proprio gli anni ottanta sono quantitativamente meno intensi nella carriera di Moschin, pur regalando - sempre agli inizi del decennio - altre interpretazioni degne di nota, come il deputato comunista di Si salvi chi vuole di Roberto Faenza e il potente ministro di Scherzo del destino in agguato dietro l'angolo come un brigante da strada di Lina Wertmüller.

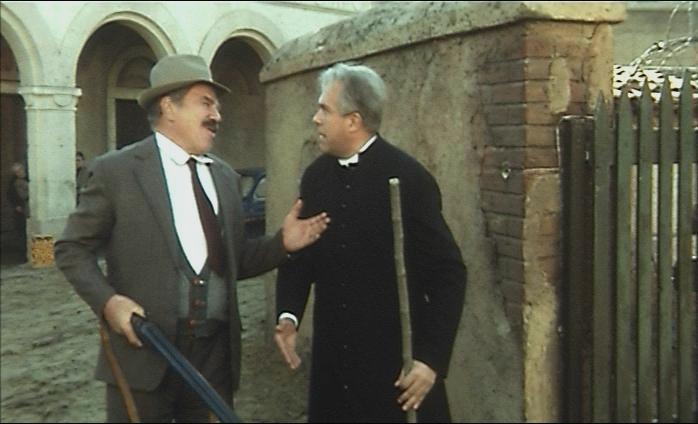
Gastone Moschin nel film Don Camillo e i giovani d'oggi (1972) con Lionel Stander

Chiusa la trilogia di Amici miei, le apparizioni si diradano ancora di più, ma merita di essere ricordata la partecipazione al poetico I magi randagi di Sergio Citti. L'ultima interpretazione di Moschin per il grande schermo è del 1997 nel discusso Porzûs di Renzo Martinelli.

### La televisione
Intensa l'attività televisiva dell'attore - che ha inizio nel 1955 con Istantanea sotto l'orologio di Gastone Tanzi, ma che viene lanciata nel decennio successivo con alcuni popolari sceneggiati di Sandro Bolchi, fra cui Il mulino del Po (1963) e I miserabili (1964), nella parte del protagonista Jean Valjean. Nel 1981 doppia Roboleon e altri personaggi del cartone animato Daikengo, il guardiano dello spazio. Nel 1991 recita nel telefilm francese Macaronì, ispirato al romanzo autobiografico di François Cavanna, figlio di un muratore italiano immigrato a Nogent-sur-Marne in Francia: Moschin interpreta il ruolo del padre di Cavanna. Nel 2000 e nel 2001 partecipa alle prime due stagioni delle serie televisive Don Matteo e Sei forte, maestro, che rappresentano le ultime apparizioni del popolare attore: ad eccezioni delle partecipazioni nei panni di se stesso ai documentari Adolfo Celi, un uomo per due culture (2006) e L'ultima zingarata (2010), ricordando la realizzazione della trilogia di Amici miei.

### La critica
Fin dagli esordi, e per tutta la carriera, Gastone Moschin ha ricevuto dalla critica giudizi concordemente molto positivi, in ogni campo del suo lavoro: teatrale, cinematografico e televisivo. Secondo Gianni Rondolino, per esempio, «i numerosi romanzi sceneggiati lo imposero per il carattere aperto e umano della recitazione» mentre «nel cinema si affermò ben presto come uno degli attori più interessanti della [sua] generazione, sia in ruoli di cattivo sia in ruoli di burbero benefico, sia infine in ruoli più scopertamente comici e farseschi. Attore misurato – prosegue Rondolino – dalla vasta gamma espressiva, non alieno a volte da un certo tono corrivo e di facile drammaticità, Moschin ha dato vita ad alcuni dei personaggi di secondo piano più significativi nel cinema italiano.», cinema dove «si è presto imposto come validissimo caratterista nel registro comico e drammatico.»
Dello stesso avviso Gianni Canova e i curatori di Le Garzantine – Cinema: «Attore di grande tecnica e di istintiva carica emotiva, non bello ma dal volto particolare» ha spaziato «dai toni grotteschi ai tragici, rivelandosi molto utile a ricoprire i molti ruoli “di fianco” nel periodo d'oro della commedia all'italiana.»
Parole di elogio anche da parte di Aldo Grasso in Le Garzantine – Televisione: «La sua carriera di attore è proseguita senza interruzioni in un crescendo di impegni e soddisfazioni anche in ambito cinematografico, dove si è imposto come validissimo caratterista nel registro comico.» Riguardo per esempio allo sceneggiato I miserabili, Grasso scrive che Moschin affrontò il ruolo di Jean Valjean «con una recitazione scarna e priva di indugi melodrammatici» e che poi «in tutti i ruoli televisivi interpretati (una quarantina, per lo più tratti dal repertorio classico) ha riproposto la sua tipica recitazione caratterizzata da una sapiente miscela di risorse del mestiere e stile personale.»
Una “critica” straordinaria, che gli diede particolare soddisfazione, fu quella di Arthur Miller, quando nel novembre 1984 il drammaturgo statunitense seguì il debutto di Uno sguardo dal ponte diretto da Antonio Calenda: oltre ad averlo applaudito a scena aperta, e lungamente a fine spettacolo, l'autore scrisse una dedica sul copione di Moschin, definendo l'attore uno dei migliori interpreti di Eddie Carbone, il protagonista del dramma.
Moschin, nel corso della propria carriera cinematografica, dimostrò inoltre di saper efficacemente riprodurre accenti e cadenze di varie regioni italiane, ad esempio siciliana in Paolo il caldo e ne Il padrino - Parte II (napoletana, invece, nell'edizione italiana di quest'ultima), toscana nella saga di Amici miei, emiliana in Don Camillo e i giovani d'oggi ecc.
Alla sua morte, il Corriere della Sera lo definì «attore poliedrico e trasformista, con quella faccia da uomo medio che spesso si trasformava in un punto interrogativo.»

## Filmografia

### Cinema
- La rivale, regia di Anton Giulio Majano (1955)
- Audace colpo dei soliti ignoti, regia di Nanni Loy (1959)
- Che gioia vivere, regia di René Clément (1961)
- Tiro al piccione, regia di Giuliano Montaldo (1961)
- Gli anni ruggenti, regia di Luigi Zampa (1962)
- L'amore difficile, regia di Alberto Bonucci, episodio Il serpente(1962)
- La rimpatriata, regia di Damiano Damiani (1963)
- Il fornaretto di Venezia, regia di Duccio Tessari (1963)
- Il successo, regia di Mauro Morassi (1963)
- La visita, regia di Antonio Pietrangeli (1963)
- Amore in 4 dimensioni, regia di Mino Guerrini, episodio Amore e vita (1964)
- Extraconiugale, regia di Massimo Franciosa, episodio La doccia (1964)
- Il vendicatore mascherato, regia di Pino Mercanti (1964)
- I cento cavalieri, regia di Vittorio Cottafavi (1964)
- Berlino: appuntamento per le spie, regia di Vittorio Sala (1965)
- Sette uomini d'oro, regia di Marco Vicario (1965)
- Signore & signori, regia di Pietro Germi (1966)
- Il grande colpo dei 7 uomini d'oro, regia di Marco Vicario (1966)
- Le stagioni del nostro amore, regia di Florestano Vancini (1966)
- Le fate, regia di Mario Monicelli, episodio Fata Armenia (1966)
- Ray Master l'inafferrabile, regia di Vittorio Sala (1966)
- Top Crack, regia di Mario Russo (1967)
- L'amore attraverso i secoli (Le plus vieux métier du monde), regia di Mauro Bolognini, Notti romane (1967)
- L'harem, regia di Marco Ferreri (1967)
- Faccia a faccia, regia di Sergio Sollima (1967)
- Due killers in fuga (Du mou dans la gâchette), regia di Louis Grospierre (1968)
- Sette volte sette, regia di Michele Lupo (1968)
- Italian Secret Service, regia di Luigi Comencini (1968)
- La notte è fatta per... rubare, regia di Giorgio Capitani (1968)
- Sissignore, regia di Ugo Tognazzi (1968)
- Una moglie giapponese?, regia di Gian Luigi Polidoro (1968)
- Dove vai tutta nuda?, regia di Pasquale Festa Campanile (1969)
- Gli specialisti, regia di Sergio Corbucci (1969)
- Il conformista, regia di Bernardo Bertolucci (1970)
- L'inafferrabile invincibile Mr. Invisibile, regia di Antonio Margheriti (1970)
- Concerto per pistola solista, regia di Michele Lupo (1970)
- Ninì Tirabusciò, la donna che inventò la mossa, regia di Marcello Fondato (1970)
- Mio padre monsignore, regia di Antonio Racioppi (1971)
- Roma bene, regia di Carlo Lizzani (1971)
- Io non vedo, tu non parli, lui non sente, regia di Mario Camerini (1971)
- Stanza 17-17 palazzo delle tasse, ufficio imposte, regia di Michele Lupo (1971)
- La violenza: quinto potere, regia di Florestano Vancini (1972)
- Milano calibro 9, regia di Fernando Di Leo (1972)
- Causa di divorzio, regia di Marcello Fondato (1972)
- Don Camillo e i giovani d'oggi, regia di Mario Camerini (1972)
- Incensurato, provata disonestà, carriera assicurata, cercasi, regia di Marcello Baldi (1972)
- Fiorina la vacca, regia di Vittorio De Sisti (1972)
- Il Delitto Matteotti, regia di Florestano Vancini (1973)
- Paolo il caldo, regia di Marco Vicario (1973)
- Squadra volante, regia di Stelvio Massi (1974)
- Commissariato di notturna, regia di Guido Leoni (1974)
- L'erotomane, regia di Marco Vicario (1974)
- Il padrino - Parte II (The Godfather Part II), regia di Francis Ford Coppola (1974)
- E cominciò il viaggio nella vertigine, regia di Toni de Gregorio (1974)
- Amici miei, regia di Mario Monicelli (1975)
- Una donna alla finestra, regia di Pierre Granier-Deferre (1976)
- Mogliamante, regia di Marco Vicario (1977)
- Poliziotto senza paura, regia di Stelvio Massi (1978)
- Il leone del deserto, regia di Mustafa Akkad (1980)
- Si salvi chi vuole, regia di Roberto Faenza (1980)
- La compagna di viaggio, regia di Ferdinando Baldi (1980)
- Carlotta, regia di Stefano Rolla (1981)
- Amici miei - Atto IIº, regia di Mario Monicelli (1982)
- Senza un attimo di respiro, regia di José María Sánchez Álvaro (1983)
- Scherzo del destino in agguato dietro l'angolo come un brigante da strada, regia di Lina Wertmüller (1983)
- Amici miei - Atto IIIº, regia di Nanni Loy (1985)
- Una spina nel cuore, regia di Alberto Lattuada (1986)
- Com'è dura l'avventura, regia di Flavio Mogherini (1987)
- Rimini Rimini - Un anno dopo, regia di Giorgio Capitani, episodio Vuò cumprà? (1988)
- Donne con le gonne, regia di Francesco Nuti (1991)
- Non chiamarmi Omar, regia di Sergio Staino (1992)
- I magi randagi, regia di Sergio Citti (1996)
- La grande quercia, regia di Paolo Bianchini (1997)
- Porzûs, regia di Renzo Martinelli (1997)

### Televisione
- L'istantanea sotto l'orologio, regia di Edmo Fenoglio (1956)
- La regina Vittoria, regia Giacomo Vaccari (1957)
- La fine della signora Cheyney, regia di Giacomo Vaccari (1958)
- La foresta pietrificata, regia di Franco Enriquez (1959)
- Il misantropo, regia di Luigi Squarzina (1959)
- Giovanna di Lorena, regia di Mario Ferrero (1959)
- Ruy Blas, regia di Sandro Bolchi (1959)
- Non si dorme a Kirkwall, regia di Sandro Bolchi (1960)
- Andromaca, regia di Giacomo Vaccari (1960)
- Racconti garibaldini, regia di Gilberto Tofano (1960)
- Corte marziale per l'ammutinamento del Caine, regia di Giacomo Vaccari (1961)
- L'accusatore pubblico, regia di Giacomo Vaccari (1961)
- La notizia si diffonde, regia di Gilberto Tofano (1961)
- Hyacinth Halvey, regia di Marcello Sartarelli (1962)
- Operazione Vega, regia di Vittorio Cottafavi – film TV (1962)
- Un errore giudiziario, regia di Gian Paolo Callegari (1962)
- Anche i più furbi ci cascano, regia di Pietro Sharoff (1963)
- Il mulino del Po, regia di Sandro Bolchi – sceneggiato TV (1963)
- La cocuzza, regia di Carlo Ludovici – film TV (1963)
- Le anime morte, regia di Edmo Fenoglio (1963)
- I miserabili, regia di Sandro Bolchi – sceneggiato TV (1964)
- La locanda azzurra, regia di Anton Giulio Majano (1966)
- Due dozzine di rose scarlatte, regia di Flaminio Bollini (1966)
- L'importanza di chiamarsi Ernesto, regia di Flaminio Bollini (1966)
- Scrollina, regia di Ottavio Spadaro (1966)
- Il giardino dei ciliegi, regia di Mario Ferrero (1968)
- La sorridente signora Beudet, regia di Silverio Blasi (1968)
- La moglie ideale, regia di Daniele D'Anza (1969)
- Una coccarda per il re, regia di Dante Guardamagna (1970)
- Le colonne della società, regia di Mario Missiroli (1972)
- La morte di Danton, regia di Mario Missiroli (1972)
- Goldoni e le sue sedici commedie nuove, regia di Sandro Sequi (1973)
- Carlo Gozzi, regia di Sandro Bolchi (1974)
- Rosso veneziano, regia di Marco Leto – sceneggiato TV (1976)
- Uova fatali, regia di Ugo Gregoretti – sceneggiato TV (1977)
- Racconti fantastici, regia di Daniele D'Anza – miniserie TV (1979)
- La signorina Else, regia di Enzo Muzii (1980)
- L'Andreana, regia di Leonardo Cortese (1982)
- Melodramma, regia di Sandro Bolchi (1984)
- Nel gorgo del peccato, regia di Andrea e Antonio Frazzi – miniserie TV (1987)
- Macaronì, regia di Marcel Bluwal (1991)
- L'avvocato delle donne – serie TV (1997)
- Sei forte, maestro – serie TV (2000-2001)
- Don Matteo – serie TV (2000-2001)

## Teatro
- I mariti di Achille Torelli, regia di Mario Ferrero (1955-1956)
- Ivanov di Anton Čechov, regia di Luigi Squarzina (1955-1956)
- Il potere e la gloria di Graham Greene, con Aroldo Tieri, Ivo Garrani, regia di Luigi Squarzina (1955-1956)
- I dèmoni di Diego Fabbri da Fëdor Dostoevskij, con Tino Buazzelli, Enrico Maria Salerno, Valeria Valeri, regia di Luigi Squarzina (1956-1957)
- Misura per misura di William Shakespeare, con Renzo Ricci, Enrico Maria Salerno, Franco Parenti, Valeria Valeri, regia di Luigi Squarzina (1957-1958)
- Platonov e altri di Anton Čechov, con Tino Buazzelli, Tino Carraro, Valentina Cortese, Sarah Ferrati, regia di Giorgio Strehler (1958-1959)
- Mercadet l'affarista di Honoré de Balzac, con Tino Buazzelli, Aldo Giuffrè, Giulia Lazzarini, regia di Virginio Puecher (1958-1959)
- Come nasce un soggetto cinematografico di Cesare Zavattini, con Tino Buazzelli, Lamberto Maggiorani, Cesare Polacco, regia di Virginio Puecher (1958-1959)
- Ruy Blas di Victor Hugo, con Nando Gazzolo, Raoul Grassilli, Elena Zareschi, regia di Sandro Bolchi (1959)
- L'opera da tre soldi di Bertolt Brecht, con Milly, Marina Bonfigli, Tino Buazzelli, Tino Carraro, regia di Giorgio Strehler (1958-1959)
- Il misantropo di Molière, con Tino Buazzelli, Eros Pagni, Franco Parenti, Mario Scaccia, regia di Luigi Squarzina (1959-1960)
- La congiura di Giorgio Prosperi, con Tino Buazzelli, Tino Carraro, Valentina Cortese, Marzia Ubaldi, Gian Maria Volontè, regia di Luigi Squarzina (1959-1960)
- Schweyck nella seconda guerra mondiale di Bertolt Brecht, regia di Giorgio Strehler (1961-1962)
- Troilo e Cressida di William Shakespeare, con Omero Antonutti, Claudio Gora, Eros Pagni, Marzia Ubaldi, Luigi Vannucchi, regia di Luigi Squarzina (1964-1965)
- Gli emigrati di Sławomir Mrożek, con Giulio Brogi, regia di José Quaglio (1975-1976)
- Zio Vanja di Anton Čechov, con Giulio Brogi, Anna Maria Guarnieri, Monica Guerritore, regia di Mario Missiroli (1977-1978)
- I giganti della montagna di Luigi Pirandello, con Gianni Agus e Anna Maria Guarnieri, regia di Mario Missiroli (1979-1980)
- Sarah Barnum di John Murrell, con Lea Massari, regia di Georges Wilson (1981-1982)
- Sior Todero Brontolon di Carlo Goldoni, con Maddalena Crippa, regia di Antonio Calenda (1983-1984)
- Uno sguardo dal ponte di Arthur Miller, con Emanuela Moschin, regia di Antonio Calenda (1984-1985)
- Il tartufo di Molière, con Angiola Baggi, Anita Bartolucci, Giorgio Colangeli, regia di Antonio Calenda (1986-1987)
- La scuola delle mogli di Molière, con Emanuela Moschin, regia di Gianfranco De Bosio (1987-1988)
- Erano tutti miei figli di Arthur Miller, con Emanuela Moschin e Marzia Ubaldi, regia di Mario Missiroli (1989-1990)
- Il gabbiano di Anton Čechov, con Emanuela Moschin e Marzia Ubaldi, regia di Mario Missiroli (1990-1991)
- L'impresario delle Smirne di Carlo Goldoni, con Emanuela Moschin e Marzia Ubaldi, regia di Mario Missiroli (1991-1992)
- Delitto dell’isola delle capre di Ugo Betti, con Emanuela Moschin e Marzia Ubaldi, regia di Gastone Moschin (1992-1993)
- Tredici a tavola di Marc-Gilbert Sauvajon, con Emanuela Moschin e Marzia Ubaldi, regia di Marco Parodi (1993-1994)

## Prosa radiofonica Rai
- La congiura, tragedia di Giorgio Prosperi, regia di Luigi Squarzina, trasmessa il 28 febbraio 1961.
- Vincenz e l'amica degli uomini importanti, commedia di Robert Musil, regia di Flaminio Bollini, trasmessa il 1 marzo 1961.
- I sinceri di Pierre de Marivaux, regia di Corrado Pavolini, trasmessa il 3 marzo 1961.

## Riconoscimenti
- Nastro d'argento
  - 1967 – Miglior attore non protagonista per Signore & signori
  - 1986 – Miglior attore non protagonista per Amici miei - Atto IIIº
  - 1998 – Candidatura al miglior attore non protagonista per Porzûs

## Doppiatori italiani
- Carlo Romano in La rivale, Che gioia vivere, Concerto per pistola solista
- Enzo Liberti in Audace colpo dei soliti ignoti
- Aldo Giuffré in Il grande colpo dei 7 uomini d'oro
- Antonio Guidi in Italian Secret Service
- Fabrizio Temperini in Il leone del deserto
- Marcello Tusco in La compagna di viaggio